# Robert B. Meyner
Robert Baumle Meyner (født 3. juli 1908, død 27. maj 1990) var en amerikansk politiker for det demokratiske parti. Han fungerede som den 44. guvernør i delstaten New Jersey, i perioden 1954-1962. Før udnævnelsen til guvernør repræsenterede han Warren County i New Jerseys senat fra 1948 til 1951.